# Jacob Bernard-Docker
Jacob Bernard-Docker (né le 30 juin 2000 à Canmore en Alberta au Canada) est un joueur canadien de hockey sur glace. Il évolue au poste de défenseur.

## Biographie
Choix de 5e ronde des Broncos de Swift Current au repêchage 2015 de la Ligue de hockey de l'Ouest (LHOu), Bernard-Docker décide néanmoins de se joindre aux Oilers d'Okotoks de la Ligue de hockey junior de l'Alberta (LHJA) en 2016-2017 afin de conserver son admissibilité au championnat NCAA. À la fin de la saison 2017-2018, il est nommé défenseur de l'année dans la Ligue de hockey junior canadienne et remporte le trophée W.G. Scott Memorial remis au défenseur le plus prolifique de la LHJA. 
Bernard-Docker se classe au 33e rang chez les patineurs nord-américains dans le classement final de la Centrale de recrutement de la LNH en prévision du repêchage d'entrée dans la LNH 2018. Le 22 juin 2018, il est sélectionné en 1er ronde, 26e au total, par les Sénateurs d'Ottawa. Il devient ainsi le joueur avec le meilleur rang au repêchage de la LNH dans l'histoire d'Okotoks.

## Statistiques

### En club
| Saison     | Équipe                           | Ligue      |     | Saison régulière | Saison régulière | Saison régulière | Saison régulière | Saison régulière |   | Séries éliminatoires | Séries éliminatoires | Séries éliminatoires | Séries éliminatoires | Séries éliminatoires |
| Saison     | Équipe                           | Ligue      | PJ  | B                | A                | Pts              | Pun              | PJ               | B | A                    | Pts                  | Pun                  |                      |                      |
| 2016-2017  | Oilers d'Okotoks                 | LHJA       | 54  | 7                | 15               | 22               | 12               | 8                | 1 | 4                    | 5                    | 6                    |                      |                      |
| 2017-2018  | Oilers d'Okotoks                 | LHJA       | 49  | 20               | 21               | 41               | 34               | 6                | 1 | 3                    | 4                    | 6                    |                      |                      |
| 2018-2019  | Fighting Hawks du Dakota du Nord | NCAA       | 36  | 5                | 12               | 17               | 6                | -                | - | -                    | -                    | -                    |                      |                      |
| 2019-2020  | Fighting Hawks du Dakota du Nord | NCAA       | 32  | 7                | 18               | 25               | 12               | -                | - | -                    | -                    | -                    |                      |                      |
| 2020-2021  | Fighting Hawks du Dakota du Nord | NCAA       | 27  | 3                | 15               | 18               | 20               | -                | - | -                    | -                    | -                    |                      |                      |
| 2020-2021  | Sénateurs d'Ottawa               | LNH        | 5   | 0                | 0                | 0                | 0                | -                | - | -                    | -                    | -                    |                      |                      |
| 2021-2022  | Senators de Belleville           | LAH        | 58  | 2                | 7                | 9                | 22               | 2                | 0 | 0                    | 0                    | 0                    |                      |                      |
| 2021-2022  | Sénateurs d'Ottawa               | LNH        | 8   | 0                | 1                | 1                | 4                | -                | - | -                    | -                    | -                    |                      |                      |
| 2022-2023  | Senators de Belleville           | LAH        | 41  | 2                | 4                | 6                | 35               | -                | - | -                    | -                    | -                    |                      |                      |
| 2022-2023  | Sénateurs d’Ottawa               | LNH        | 19  | 0                | 1                | 1                | 11               | -                | - | -                    | -                    | -                    |                      |                      |
| 2023-2024  | Senators de Belleville           | LAH        | 2   | 0                | 0                | 0                | 2                | -                | - | -                    | -                    | -                    |                      |                      |
| 2023-2024  | Sénateurs d’Ottawa               | LNH        | 72  | 4                | 10               | 14               | 25               | -                | - | -                    | -                    | -                    |                      |                      |
| 2024-2025  | Sénateurs d’Ottawa               | LNH        | 25  | 1                | 3                | 4                | 4                | -                | - | -                    | -                    | -                    |                      |                      |
| Totaux LNH | Totaux LNH                       | Totaux LNH | 104 | 4                | 12               | 16               | 40               | -                | - | -                    | -                    | -                    |                      |                      |

### En équipe nationale
| Année | Équipe          | Compétition                 |    | PJ | B | A | Pts | Pun           |  | Résultat |
| 2020  | Canada - 20 ans | Championnat du monde junior | 7  | 1  | 0 | 1 | 6   | Médaille d'or |  |          |
| 2021  | Canada          | Championnat du monde        | 10 | 0  | 0 | 0 | 0   | Médaille d'or |  |          |

## Trophées et honneurs personnels
LHJC
- 2017-2018 : nommé défenseur de l'année.

LHJA
- 2017-2018 : récipiendaire du trophée W.G. Scott Memorial.